# Joshua Angrist
Joshua David Angrist (Columbus, Ohio, 18 september 1960) is een econoom van gemengd Amerikaanse en Israëlische afkomst. Hij is vooral in de econometrie gespecialiseerd. Hij is academisch docent aan het Massachusetts Institute of Technology. De Prijs van de Zweedse Rijksbank voor economie werd in 2021 aan Angrist en Guido Imbens samen toegekend voor hun methodologische bijdrage aan de analyse van causale inferentie. Ze deelden deze prijs met David Card, aan wie de prijs voor zijn empirische bijdragen aan de arbeidseconomie werd toegekend.
Hij studeerde aan het Oberlin College en de Princeton-universiteit, waar hij daarna in 1989 promoveerde. Hij gaf aan de Harvard-universiteit college, maar werkte van 1991 tot 1995 aan de Hebreeuwse Universiteit van Jeruzalem. Hij keerde daarna weer naar de Verenigde Staten terug. Hij is in arbeidseconomie en de economie van het onderwijs gespecialiseerd. Hij is binnen de econometrie bekend voor het gebruik van 'instrumentele' variabelen. Hij deed onder andere samen met Victor Lavy een onderzoek naar het verband tussen het aantal leerlingen in een klas en hun prestaties.
Angrist is onder andere lid van de Econometric Society en werd in 2006 gekozen in de American Academy of Arts and Sciences.